# Österreichische Judo-Damen-Mannschaftsmeisterschaft 1981
Die Österreichische Judo-Damen-Mannschaftsmeisterschaft 1981 ermittelte zum 1. Mal den Österreichischen Mannschaftsmeisters im Judo. Sie wurde vom Österreichischen Judoverband ausgetragen. Sieger war zum 1. Mal der Vereinsgeschichte der JGV Wien. Die Meisterschaft fand vor dem Halbfinale des Europacups zwischen dem VfL Wolfsburg und dem JC Wien statt.

## Tabelle
| Position | Mannschaft           | Stadt         | Quelle |
| -------- | -------------------- | ------------- | ------ |
| 1        | JC Wien              | Wien          | [ 3 ]  |
| 2        | PSV Salzburg         | Salzburg      | [ 3 ]  |
| 3        | ULZ Hohenems         | Hohenems      | [ 4 ]  |
| 3        | JC Ybbstal           | Ulmerfeld     | [ 4 ]  |
| 5        | SV Straßwalchen      | Strasswalchen | [ 4 ]  |
|          | ASKÖ Graz            | Graz          | [ 2 ]  |
|          | Judoklub Mattersburg | Mattersburg   | [ 2 ]  |
|          | UJZ Mühlviertel      | Mühlviertel   | [ 2 ]  |
|          | Union Graz           | Graz          | [ 2 ]  |

Stand: 2025-01-31